# Rubus morganwgensis
Rubus morganwgensis är en rosväxtart som beskrevs av W.C.Barton och Ridd.. Rubus morganwgensis ingår i släktet rubusar, och familjen rosväxter. Utöver nominatformen finns också underarten R. m. devoniae.